# Гірчак перцевий
Гірча́к перце́вий (Persicaria hydropiper (L.) Delarbre, синонім — Polygonum hydropiper L.) Місцева назва — перець собачий, перець водяний. З родини гречкових — Polygonaceae.

## Будова
Однорічна трав'яниста рослина (20-70 см заввишки) з слаборозвинутим стрижневим коренем. Стебло пряме, вгорі трохи розгалужене, піхви майже голі, циліндричні, більш-менш цілісні. Пластинки листків не зчленовані при основі з черешком. Листки чергові, ланцетні, з хвилястим цілісним краєм. Суцвіття — рідка довга переривчаста китиця. Оцвітина проста, віночкоподібна, рясно вкрита крапчастими залозками, зеленувато-рожева або білувато-рожева з короткими квітконіжками, 4- 5-роздільна. Тичинок шість-вісім, стовпчиків два-три, зав'язь верхня. Плід тригранний, темно-коричневий, матовий горішок, захований всередині оцвітини.

## Поширення та середовище існування
Росте гірчак перцевий на вологих місцях у мішаних і листяних лісах, у вільшняках, на луках, по берегах водойм, канав. Тіньовитривала рослина. Цвіте з червня по вересень. Поширений по всій Україні. Райони заготівель — Полісся, північна частина Лісостепу, Прикарпаття й Закарпаття. Утворює часто суцільні зарості. Запаси сировини значні.

## Практичне використання
Лікарська, медоносна, фарбувальна рослина.
У науковій медицині використовують траву гірчака перцевого — Herba Polygoni Hydropiperis. Препарати з нього рекомендують як кровоспинний засіб при геморої та маткових кровотечах.
Діючим чинником гірчака перцевого є глюкозид полігопіперин, вітаміни К, А, і С, рутин, флавоноїди, дубильні речовини, органічні кислоти.
У народній медицині гірчак перцевий здавна використовують як засіб, що очищає рани і руйнує пухлини, тамує біль. Його рекомендують при хворобах шкіри, базедовій хворобі, геморої, хворобах сечового міхура, при проносах, водянці, як кровоспинне.
Зовнішньо застосовують замість гірчичників і як болезаспокійливий засіб при пухлинах.
Листки мають гострий смак перцю і можуть вживатися як приправа до різних страв.
Вся рослина залежно від протрав дає золотисту, жовту й сіру фарби.
Гірчак почечуйний у науковій і народній медицині використовують як кровоспинний і сечогінний засіб, при геморої та хронічних запорах. Свіжу траву прикладають до потилиці при головних болях. Він отруйний для свиней і овець. Корені дають жовту фарбу. Медопродуктивність його — до 180 кг/га.
Гірчак зміїний теж цінна лікарська рослина. Препарати з кореневища застосовують при розладах кишечника, шигельозі, запаленні слизових оболонок, при кровотечах, надмірних і нерегулярних менструаціях. У ветеринарії його використовують як протипроносний засіб.
Завдяки високому вмісту танідів (до 25 %) вважається гарним дубителем, причому ним фарбують шкіру в стійкий червонувато-жовтий колір.
На пасовищах добре поїдається вівцями та іншими тваринами, за кормовою цінністю прирівнюється до вівса. Насіння — гарний корм для птахів. Як медонос дає багато нектару.
Нанайці на Амурі вживають водяний перець (Persicaria hydropiper) сирим - як приправу до рибних та м'ясних страв та як замінник перцю.

## Збирання, переробка та зберігання
Гірчак перцевий і почечуйний збирають під час цвітіння до почервоніння стебел, зрізуючи їх ножами або серпами на висоті 10-20 см від поверхні ґрунту. Сушать на горищах під залізним дахом, під наметами, в затінку, розстилаючи тонким шаром на папері або тканині. Суху сировину пакують у тюки вагою по 50 кг або в мішки по 15-20 кг. Зберігають у сухих, добре провітрюваних приміщеннях.
Кореневища гірчака зміїного заготовляють восени після відмирання його надземних частин. Їх викопують лопатами, струшують землю, обрізують надземні частини і корені, миють у холодній воді, після чого підсушують па повітрі. Сушать у печах або сушарках при температурі 50-60°, розстилаючи тонким шаром на решетах. Пакують сировину в тюки вагою по 100 кг, зберігають у сухих, добре провітрюваних приміщеннях, строк зберігання — п'ять років.

## Галерея

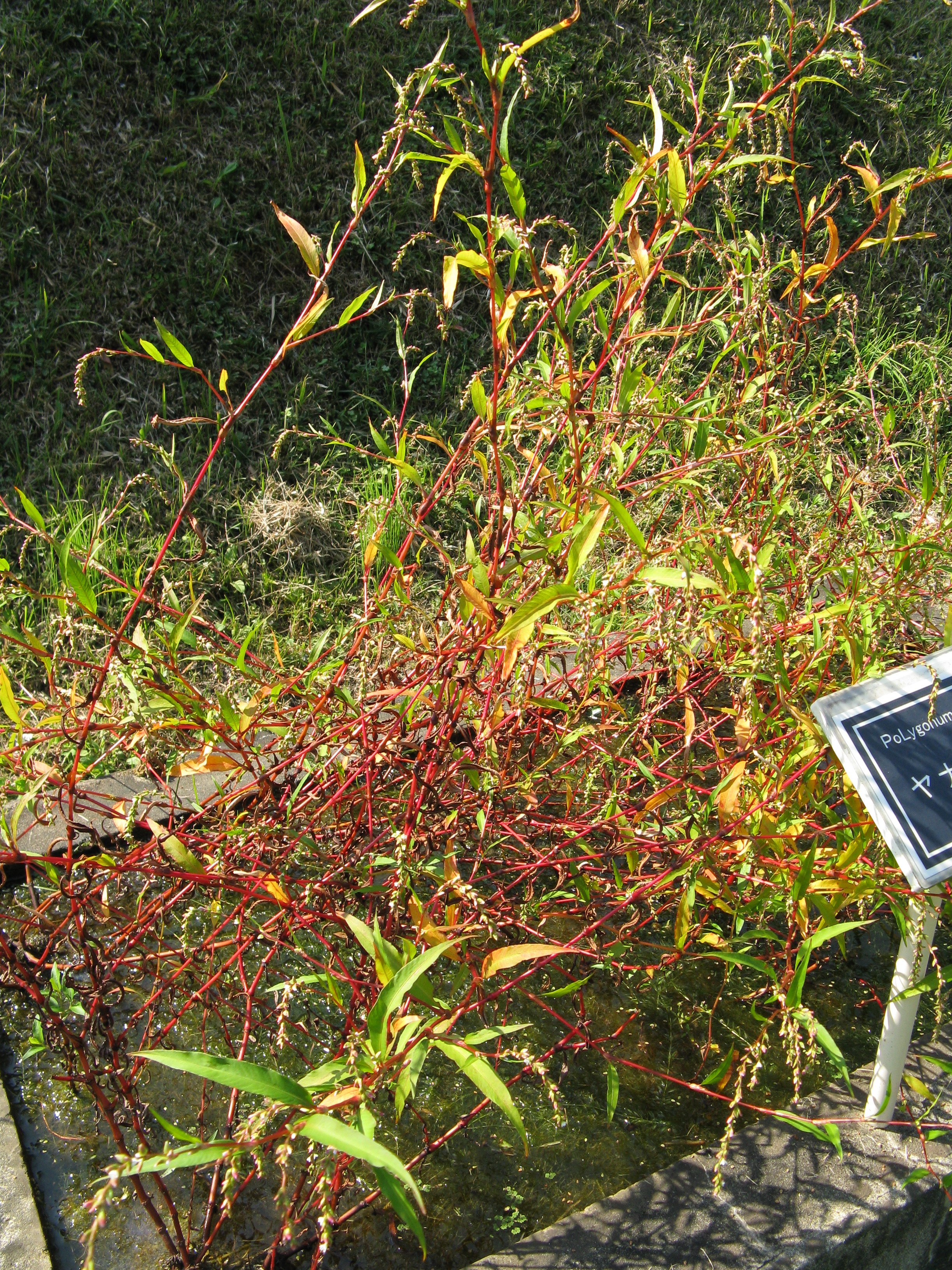
Зовнішній вигляд рослини
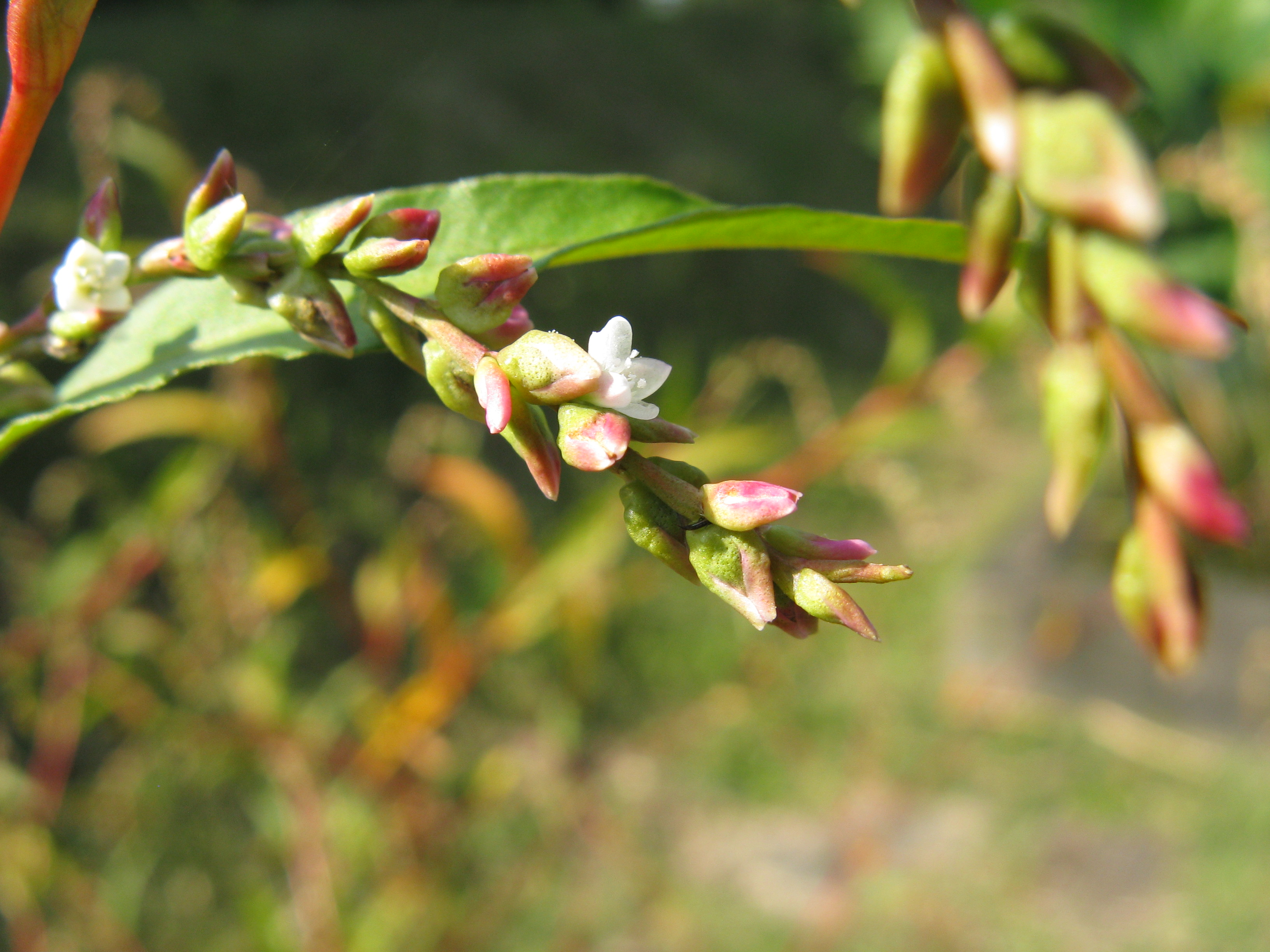
Квіти